# آسیاب‌آبی گنوی
آسیاب آبی گنوی مربوط به دوره ساسانیان است و در شهرستان دیر، بخش مرکز ی، دهستان آبدان، روستای گنوی واقع شده و این اثر در تاریخ ۲۶ اسفند ۱۳۸۶ با شمارهٔ ثبت ۲۲۱۷۹ به‌عنوان یکی از آثار ملی ایران به ثبت رسیده است.